# القیدح الخدراع
ال قیداه ال خدراع یک منطقهٔ مسکونی در یمن است که در استان حضرموت واقع شده‌است.